# Јод-диоксид
Јод-диоксид је оксид јода хемијске формуле IO2 (или 4).

## Добијање
Ово једињење се изгледа добија дејством хладне азотне киселине на јод или вреле концентроване сумпорне киселине на јодну киселину.

## Особине
Ово је кристална супстанца лимун жуте боје која се при загревању лако распада на јод-пентоксид и елементарни јод.